# Lago di Erdemolo
Il lago di Erdemolo (Hardimblsea in mocheno) è un lago alpino della val dei Mocheni, posto a 1994 m s.l.m. sulla catena del Lagorai Occidentale.

## Geografia

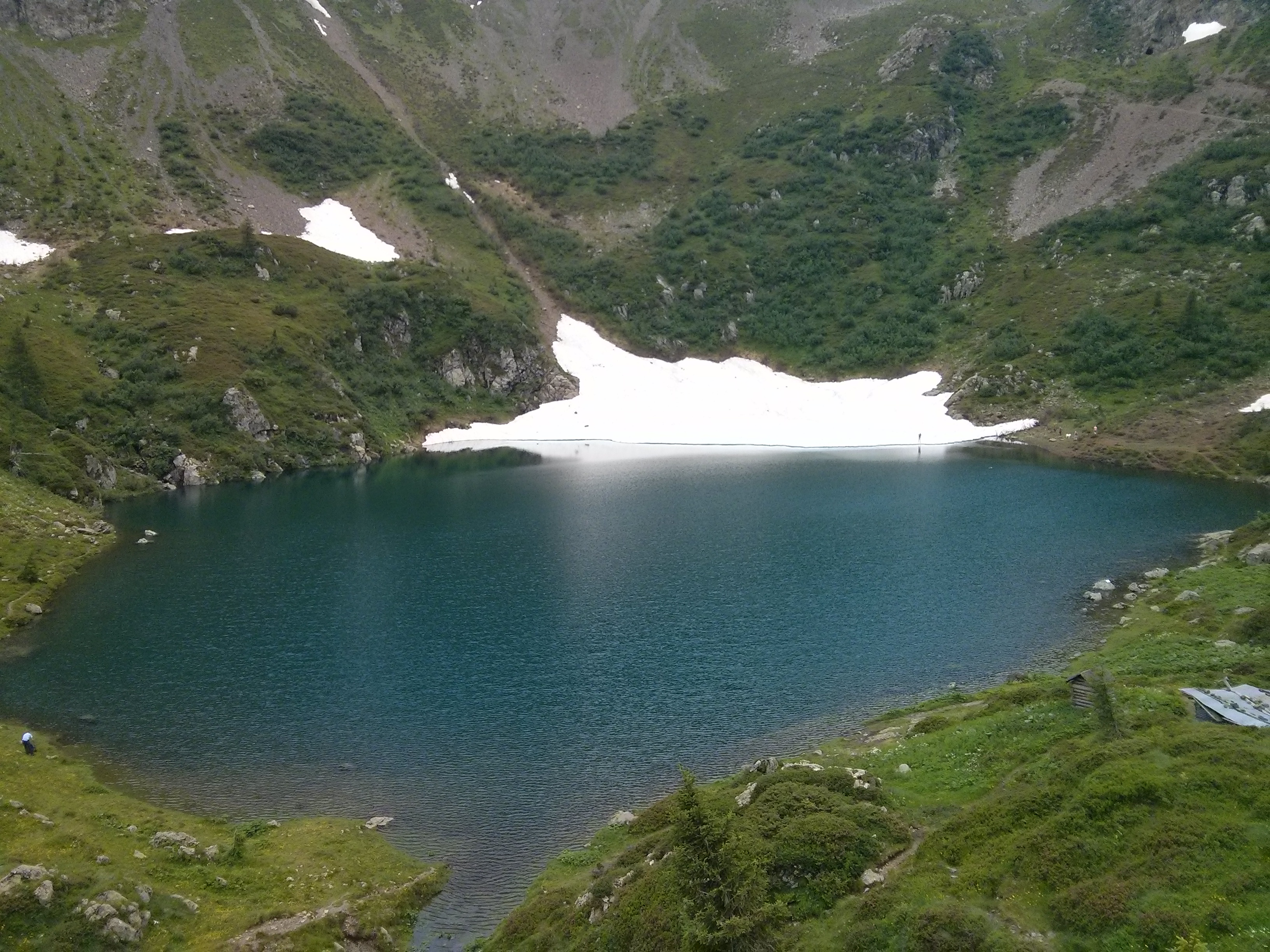
Il lago di Erdemolo a fine luglio 2014; si noti il nevaio ancora presente sulla riva sud

Si tratta di un lago glaciale, situato in una conca ai piedi del Monte Lago (2326 metri). Sulla sponda sud è presente un nevaio, formato da ghiaccio e neve che si accumulano durante l'inverno, che spesso resiste anche durante l'estate (ad eccezione di alcuni anni nei quali riesce a sciogliersi completamente entro fine estate, specie in seguito ad un inverno poco nevoso). 
Dal lago di Erdemolo nasce il torrente Fersina, il suo unico emissario, che attraversa la ripida Valcava (racchiusa fra il Monte Stocher e il Monte Hoamonder), passa tutta la val dei Mocheni e, raggiunta Pergine Valsugana, devia verso Trento, dove confluisce nell'Adige.

## Turismo
Il lago, che si trova all'interno del territorio comunale di Palù del Fersina, è una popolare meta di escursioni; il sentiero più battuto, partendo dal parcheggio presso la località di Frotten, ha un tempo di percorrenza di circa un'ora e mezza e un dislivello di circa 500 metri; poco distante dalla riva occidentale si trova il Rifugio Erdemolo, che è però chiuso dal 2012. L'escursione al lago viene spesso inserita in un percorso ad anello che include anche il vicino rifugio Sette Selle.
Il lago è anche riserva di pesca; l'unica specie che è possibile pescare è il salmerino alpino.